# This Could Be the Night
This Could Be the Night is een Amerikaanse filmkomedie uit 1957 onder regie van Robert Wise. Destijds werd de film in Nederland onder de titel Waarom vanavond niet? uitgebracht.

## Verhaal
Anne Leeds krijgt een baan in een nachtclub van Rocco en Tony Armotti, maar ze wordt op haar eerste dag al meteen ontslagen door Tony. Rocco neemt haar echter weer aan. Ze raakt bevriend met enkele vaste klanten, maar ze heeft aldoor ruzie met Tony.

## Rolverdeling
| Acteur            | Personage         |
| ----------------- | ----------------- |
| Jean Simmons      | Anne Leeds        |
| Paul Douglas      | Rocco             |
| Anthony Franciosa | Tony Armotti      |
| Julie Wilson      | Ivy Corlane       |
| Neile Adams       | Patsy St. Clair   |
| Joan Blondell     | Crystal St. Clair |
| J. Carrol Naish   | Leon              |
| Rafael Campos     | Hussein Mohammed  |
| Zasu Pitts        | Katie Shea        |
| Tom Helmore       | Stowe Devlin      |
| Murvyn Vye        | Waxie London      |
| Vaughn Taylor     | Ziggy Dawit       |
| Frank Ferguson    | Mijnheer Shea     |
| William Joyce     | Bruce Cameron     |
| James Todd        | Mijnheer Hallerby |